# اندیس آنومالی خیری
آنومالی خیری یک اندیس فلزی است که در حوالی شهر سیلوانه استان آذربایجان غربی قرار دارد و مادهٔ معدنی موجود در آن، طلا است.سنگ میزبان این اندیس ماسه‌سنگ، کنگلومرا، مارن، شیل است  در این اندیس، پاراژنز‌های باریت، اپیدوت، گارنت، پیروکسن، هماتیت، مگنتیت، لیمونیت، زیرکن یافت می‌شوند.